# Giosue Gallucci
Giosuè Gallucci (pronunciación en italiano: /dʒozuˈɛ ɡɡalˈluttʃi/; 10 de diciembre de 1864-21 de mayo de 1915), también conocido como Luccariello, fue un jefe criminal del Harlem italiano en Nueva York afiliado con la Camorra. Dominó el área entre 1910 a 1915 y fue también conocido como el indisputado "Rey de Little Italy" y "El alcalde de Little Italy", parcialmente debido a sus conexiones políticas. Mantuvo un estricto control sobre la lotería italiana, empleando pandilleros callejeros napolitanos y sicilianos como sus ejecutores.
Nacido en Nápoles, Reino de Italia, Gallucci se convirtió en uno de los italianos más poderosos políticamente en la ciudad. Con su habilidad de movilizar el voto en Harlem y registrar inmigrantes, entregó un significativo número de votos. Ganó una práctica inmunidad de las fuerzas del orden al aliarse con Tammany Hall, una maquinaria política Demócrata que gobernó la política de Manhattan y Nueva York sin tener oposición prácticamente. A pesar de su poder y conexiones políticas, Gallucci fue objeto de la Mano Negra y su gobierno fue retado frecuentemente. En 1915, fue asesinado por una pandilla rival. La lucha sobre la lucrativa lotería fue conocida como la Guerra entre la Mafia y la Camorra.

## Primeros años y carrera

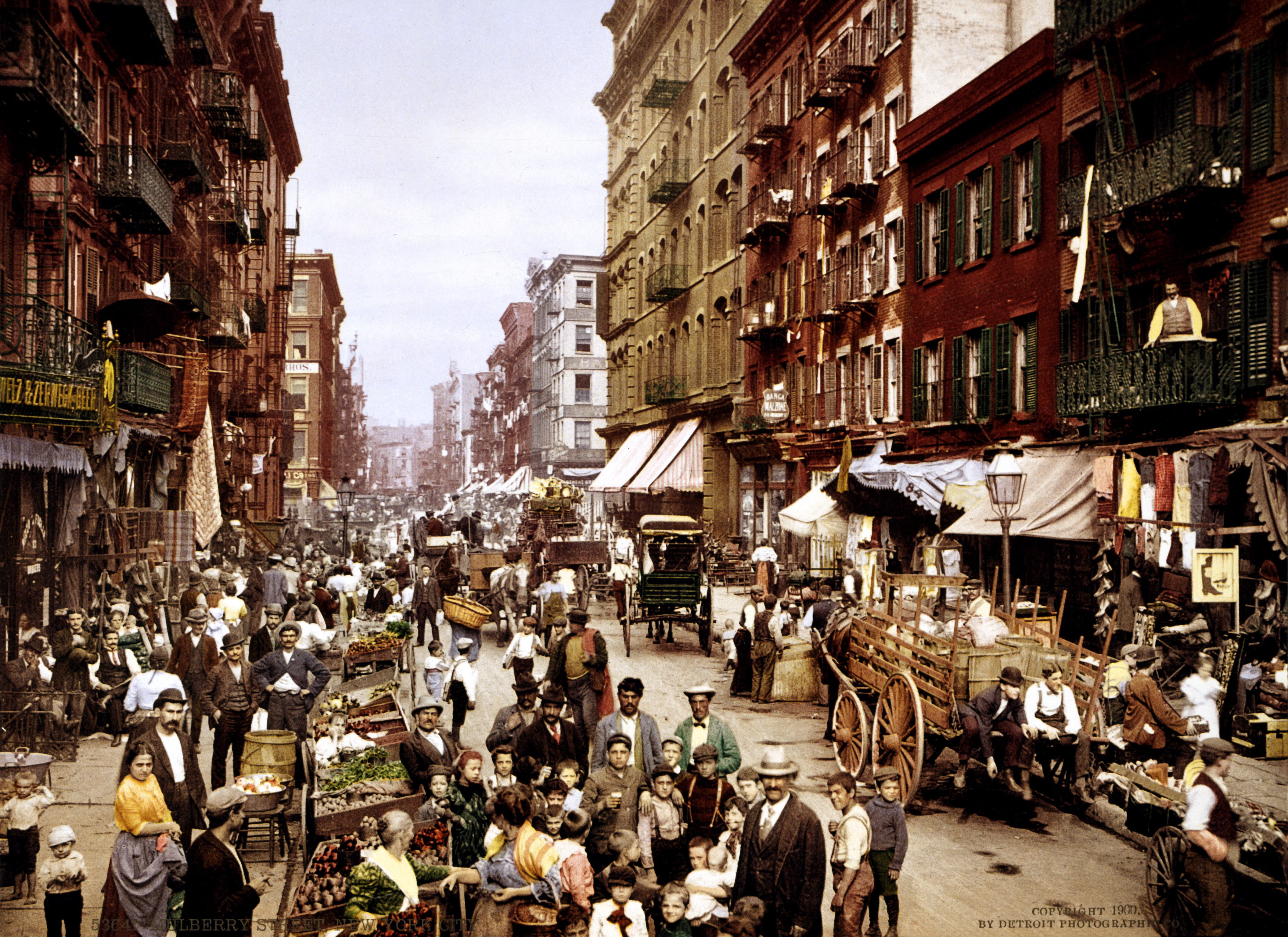
Little Italy en Nueva York, c. 1900

Giosuè Gallucci nació en Nápoles, Italia, el 10 de diciembre de 1864, hijo de Luca Gallucci y Antonia Cavallo. Él también era conocido por su apodo Luccariello. El 11 de marzo de 1892, llegó a Nueva York en el SS Werkendam desde Rotterdam, Países Bajos. Según un reporte policial italiano, dejó Italia nuevamente el 24 de julio de 1896. Se rumorea que Gallucci había matado un hombre justo antes de ir a Nueva York, pero él lo negó públicamente.
En abril de 1898, fue arrestado en Nueva York en conexión con el asesinato de Josephine Inselma, quien fue presentada como la amante de Gallucci por la policía. La captura tuvo lugar cuando estaba operando un carretón de frutas en el vecindario y fue descrito como "un joven vendedor con una tienda en el 172 Mott Street". Gallucci dijo que no tenía ninguna razón para matar a esa mujer y proveyó una coartada. El gran jurado desechó los cargos. El detective del Departamento de Policía de Nueva York Joe Petrosino, quien estaba a cargo de la investigación, urgió a sus superiores investigar por más información en Italia. El prefecto de policía de Nápoles respondió que Gallucci era un "un peligroso criminal, perteneciendo a la categoría de chantajistas" quienes habían sido puestos bajo vigilancia policial y acusados varias veces de robo, chantaje y otros crímenes.
Los antecedentes criminales de los hermanos de Giosué en Italia eran aún más extensos. Vincenzo Gallucci pasó dos periodos en prisión y fue arrestado dieciséis veces por asalto, tentativa de asesinato y otros crímenes. Francesco Gallucci fue arrestado seis veces por tentativa de asesinato, hurto y enfrentamiento a la policía. Vincenzo fue disparado en Nueva York el 20 de noviembre de 1898, supuestamente bajo órdenes de una "sociedad secreta similar a la Mafia" de origen italiano. Murió al día siguiente. Francesco D'Angelo y Luigi LaRosa fueron acusados del asesinato; ambos se declararon culpables de homicidio y fueron sentenciados a 20 y 15 años en prisión respectivamente.
Según Petrosino, los Gallucci eran sólo tres de los más de mil rufianes italianos procedentes de Nápoles y Sicilia que hicieron de Nueva York su hogar. Ellos no atraían mucha atención porque, "como clase, ellos robaban a su propia gente, y el esquema italiano de la 'Omertá' interfiere para sacar a la policía de la escena." Desde que ellos estuvieron en el país por más de un año, los Gallucci no podían ser deportados.

## Dominio en Little Italy y Harlem del Este

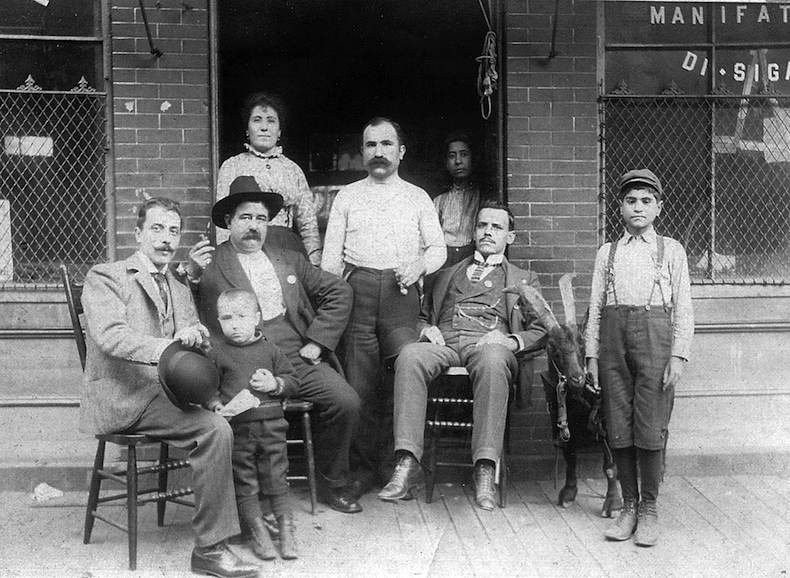
Giosuè Gallucci y su esposa Assunta (al centro), John Russomano (derecha) y Luca Gallucci (niño pequeño a la izquierda), afuera de la tienda de cigarros de Gallucci en la calle 109 este, c. 1900

Gallucci inició varios negocios en Little Italy y Harlem del Este; primero en Mulberry Street y luego en un edificio de ladrillo de tres pisos con una panadería y un establo anexo en el 318 de la calle 109 este. Se convirtió en el indiscutido jefe de Little Italy luego de la captura y prisión de los líderes de la Mafia siciliana estadounidense Giuseppe Morello e Ignazio Lupo por cargos de falsificación en 1910. Fue propietario de varios edificios de inquilinato en el área y controlaba la venta de carbón y hielo, zapaterías, aceite de oliva y la lotería en los vecindarios italianos. Fue uno de los mayores prestamistas y tuvo un control estricto sobre la lotería italiana empleando pandilleros sicilianos y napolitanos como sus guardias.
Gallucci administró lo que se suponía que era la oficina de Nueva York de la real lotería italiana, que en realidad era una fachada para su propio negocio de vender billetes para su propia lotería, vendiendo miles de billetes cada mes por todo Harlem. Administraba la lotería desde el sótano de su casa y tenía agentes en muchas ciudades con comunidades italianas. Cada mes había un "gran sorteo". Había un único premio, 1,000 dólares, pero aquel que ganaba el premio era usualmente asaltado luego de que se le pagaba. Según el Departamento de Policía de Nueva York la mayoría de los ingresos de Gallucci se originaron "del control de la lotería en Harlem, varias casas de apuestas y burdeles, todos ubicados en aquella sección de Harlem conocida como la Pequeña Italia."
Gallucci era un hombre imponente, "un tipo grande con una cara amigable y una risa agradable." Mientras caminaba por Harlem con un bastón cargado, siempre vestía inmaculadamente con trajes hechos a medida y con un magnífico mostacho engominado, un caro anillo de diamantes de 2,000 dólares y broches de diamante de 3,000. Él negaba las alegaciones. "Mis enemigos dicen que soy el jefe de la Mano Negra, que administro la extorsión de negocios y que soy dueño de todas las loterías," se quejaba Gallucci una semana antes de que fuera asesinado. "Se equivocan. Yo soy dueño de panaderías, hielerías y tiendas de madera, renovadoras de calzado y lugares similares, pero no soy el rey de la Mano Negra." Debido a su influencia política, también fue llamado el "Rey de Little Italy" o "El Alcalde de Little Italy".

## Influencia Política
Ganó práctica inmunidad de las fuerzas de la ley aliándose con Tammany Hall, la maquinaria política del partido demócrata que gobernó Manhattan y la ciudad de Nueva York virtualmente sin oposición. El clientelismo político de Tammany Hall controló la policía de la ciudad y su burocracia que otorgaba los contratos y las licencias. Con su habilidad de movilizar el voto en Harlem y de registrar inmigrantes, aseguraba un buen número de votos. Según el New York Herald, era "ciertamente el italiano más poderoso de la ciudad, y durante las campañas era excepcionalmente activo." Sus conexiones políticas le permitían "una cierta inmunidad frente a la interferencia policial."
Según Salvatore Cotillo, el primer juez nacido en Italia de la Corte Suprema de Nueva York quien creció en el Harlem italiano, "para Gallucci todas las personas eran o asalariados o tributarios. Era un tema de preocupación en el vecindario si es que eras buscado por Gallucci." Cuando Gallucci fue arrestado por portar armas ocultas, Cotillo fue llamado como testigo en su favor pero se negó. Al hacerlo el napolitano de nacimiento se distanció del bajo mundo local que trataba de ofrecerle sus "servicios".
"He sido acusado de estar interesado en ladrones de caballos, de chantaje, de extorsión a tenderos, explosión de bombas, secuestro de niños y otros crímenes, incluyendo asesinato," le dijo Gallucci supuestamente a un reportero del New York Herald que declaraba conocerlo: "Mis enemigos están mintiendo. Ellos están celosos de mi prosperidad. Soy culpado por cada acto criminal que sucede aquí, pero eso no es la verdad," le dijo al reportero del Herald. "Muchos de los asesinatos aquí son resultado de peleas entre los chantajistas mismos. Ellos apuestan, lo que les lleva a pelear y se disputan la división de ganancias. Si un líder piensa que otro está tratando de convertirse en jefe, ese hombre está marcado para morir."

## Muerte de su hermano, Gennaro
El hermano mayor de Giosué, Gennaro Gallucci, fue disparado el 14 de noviembre de 1909, en la trastienda de la panadería de la familia. El asesino entró a la panadería y gritó llamando a Gennaro. Cuando apareció, le disparó y lo mató inmediatamente. Sus actividades como recolector de pagos por protección llamó la atención de las autoridades antes, y tuvo que dejar Nueva York por un tiempo. Gennaro llegó a Nueva York desde Italia en diciembre de 1908, habiendo escapado de prisión luego de haber cumplido 23 años de una sentencia a cadena perpetua por matar a dos hombres. Vivió en la calle 109 este con su hermano, Giosuè, y su cuñada Assunta. Poco después de su llegada, la policía empezó a recibir quejas sobre prácticas de extorsión, pero cuando los denunciantes fueron informados que tenían que confrontarlo en la corte, abandonaron los cargos.
La policía de Nueva York lo capturó el 20 de septiembre de 1909 mientras llevaba armas ocultas. Oficiales de inmigración empezaron los trámites para deportarlo a Italia. Sin embargo, los tribunales no conocían todo su historial criminal y lo dejaron libre con una sentencia suspendida. La policía creyó que su asesinato dos meses después pudo haber estado conectado con sus actividades de chantaje. La panadería de los Gallucci había sido atacada sólo unos pocos meses antes cuando las balas rompieron los vidrios. En cartas que fueron enviadas a la policía, algunos informantes señalaban que Giosuè había sido responsable del asesinato de su hermano.
Por el contrario, Giosuè culpó a Aniello Prisco – apodado "Zopo the Gimp", un gánster de Harlem – por la muerte de su hermano. Por los siguientes dos años habrían frecuentes choques y asesinatos ocasionales entre los rivales. Prisco era el jefe de una pandilla de la Mano Negra que acusaba a Gallucci de invadir su territorio.

## Lucha por el control del bajo mundo

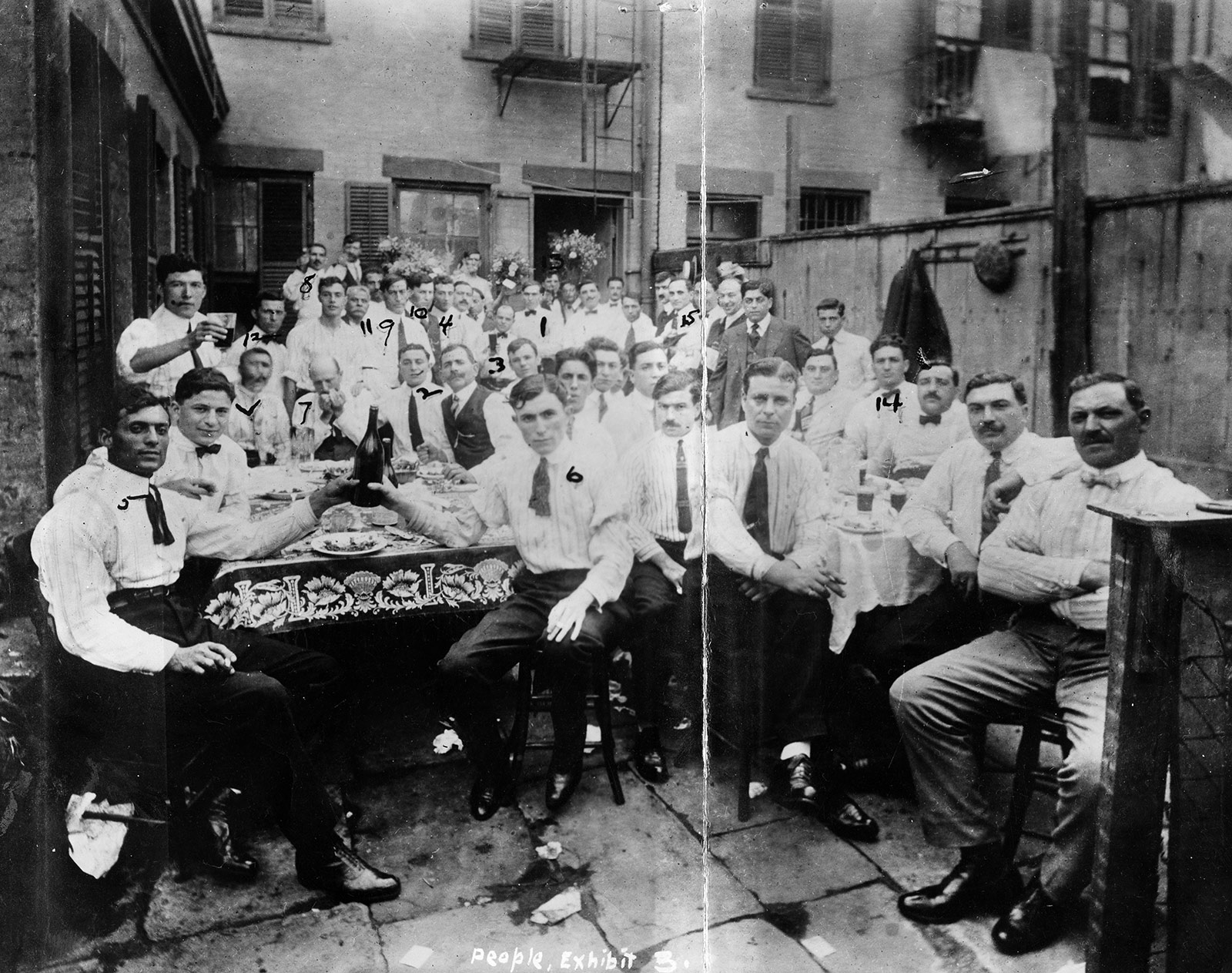
La Navy Street Gang, rivales de Gallucci.

Un reporte policial de 1917, basado en el testimonio del gánster e informante Ralph Daniello, describió la posición de Gallucci alrededor de 1912: "En ese tiempo Gallucci controlaba diferentes juegos de apuestas y obtendría un porcentaje de la venta de caballos robados y el tráfico de alcachofas. Si alguien no pagaba su porcentaje sería asaltado, recibiría chantajes o sería asesinado." El reporte también explicaba que una facción siciliana, incluyendo tres hermanos de Giuseppe Morello y sus primos, los hermanos Fortunato y Tommaso Lomonte, estaban "trabajando junto con Galucci, quien en todo momento era reconocido como Rey."
A pesar de su poder y cobertura política, Gallucci no era inmune a la extorsión de la Mano Negra. Recibía frecuentemente amenazas de la Mano Negra y era disparado con frecuencia resultando herido muchas veces. En 1911, la pandilla de manonegras napolitanos dirigida por Prisco mató a varios miembros del grupo de Gallucci porque se negó a realizar pagos de protección. El 15 de diciembre de 1912, Prisco fue asesinado por el sobrino y guardaespaldas de Gallucci, John Russomano, durante una reunión en la panadería de Gallucci. Russomano no fue acusado de asesinato luego de alegar que disparó en defensa propia.

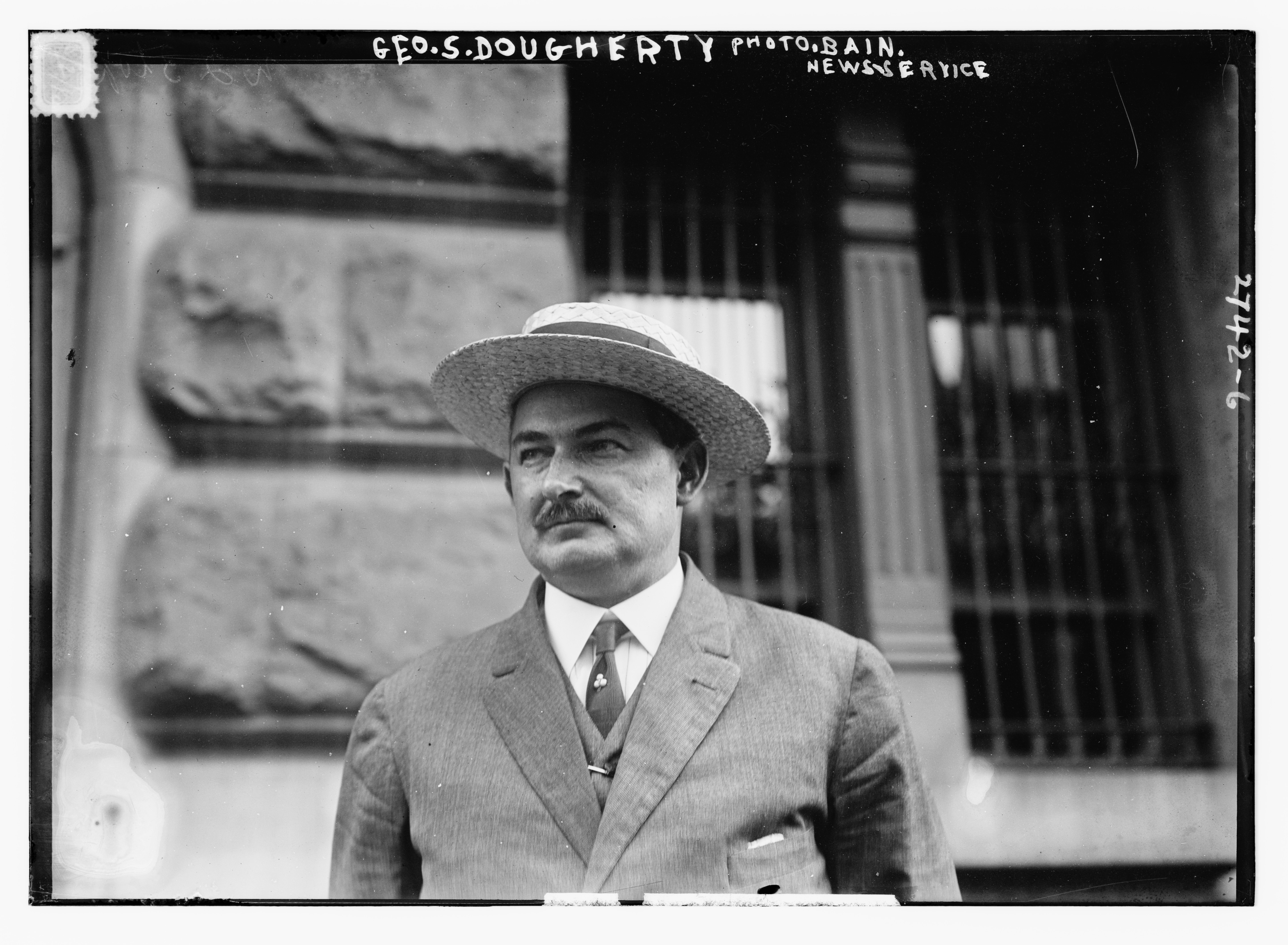
Vice Comisionado de Policía Dougherty

Gallucci no sólo era retado por gánsteres rivales sino que las autoridades tampoco respondían ante la avalancha de asesinatos, bombas y chantajes. En julio de 1913, él estaba entre los más de 40 arrestos que se hicieron alrededor de Mulberry Bend y en el alto Harlem para suprimir las apuestas ilegales conocidas como la lotería italiana; un cargo liderado por el fiscal de distrito asistente Deacon Murphy y el vice comisionado de policía George S. Dougherty.
En ese tiempo, la policía lo describió como "el líder de los criminales italianos en Harlem" y que "su consentimiento era necesario antes de que cualquier cosa fuera de lo normal pudiera hacerse en la pequeña Italia de Harlem." La especulación sobre la razón detrás de los arrestos fue que podría haber sido un intento de romper con el círculo vicioso de Gallucci. Él era bien conocido por administrar burdeles y era también conocido como el "Rey de los esclavistas blancos" en la prensa. Fue acusado de llevar un arma oculta, una trasgresión de la Ley Sullivan, pero fue liberado luego del pago de una fianza de 10,000 dólares. El caso no llegó a ser juzgado, un hecho que muchos atribuyeron a sus conexiones políticas.
Gallucci también se vio envuelto en disputas violentas con pandillas rivales por su control de garitos ilegales. Los hermanos napolitanos Del Gaudio, que tenían conexiones con la Navy Street gang basada en Brooklyn, estuvieron envueltos en apuestas ilegales en Harlem del Este, pero Gallucci supuestamente les negó el permiso para operar una lotería. Nicolo Del Gaudio, hermano de Gaetano, era propietario de una barbería en la calle 104 este, que había sido propuesta como un lugar de encuentro entre Prisco y Gallucci. Nicolo Del Gaudio había tratado de matar a Gallucci, pero falló. Del Gaudio huyó del Harlem italiano pero regresó en octubre de 1914 y fue asesinado. El asesinato se atribuyó a Gallucci, pero no levantaron cargos.

## Asesinato

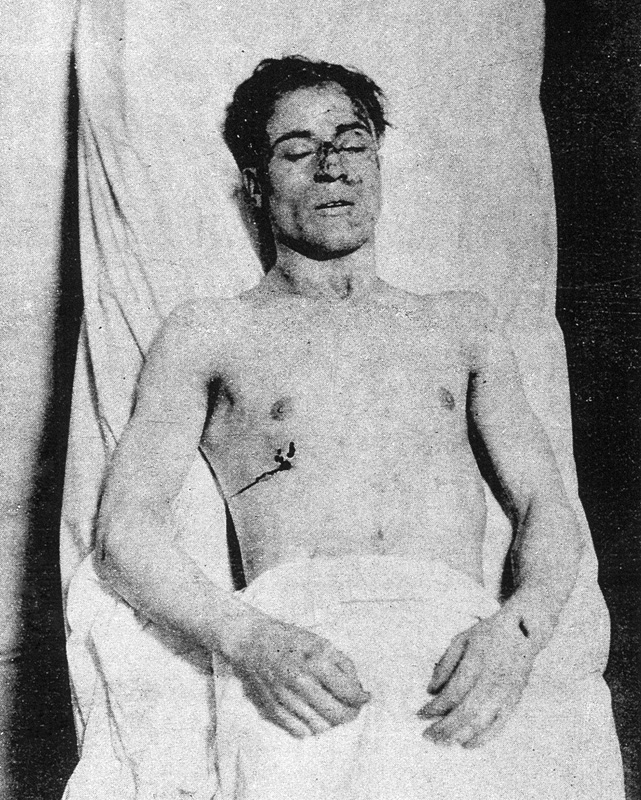
El cuerpo de Generoso "Joe Chuck" Nazzaro, el supuesto asesino de Gallucci, quien fue asesinado el 16 de marzo de 1917.

Con el prestigio de Gallucci empezando a debilitarse, luchó para mantener el control mientras la guerra continuaba con los remanentes de la antigua pandilla de Prisco. Loterías rivales empezaban a aparecer, retando su dominio. Sólo una semana antes de que fuera asesinado, Gallucci había decidido no utilizar guardaespaldas luego de que el último muriera tras haber sido disparado. Ser un guardaespaldas de Gallucci era considerado un trabajo muy arriesgado ya que diez de ellos habían sido ya asesinados. El año anterior, Gallucci fue herido y dos de sus guardaespaldas fueron asesinados cuando él trató de hacer un compra en una tienda de la Primera Avenida. Mientras tanto, la pandilla Morello había abandonado a Gallucci y había formado una alianza con las pandillas de la Camorra de Brooklyn.
Gallucci previó su ejecución una semana antes, diciéndole a un amigo "Sé que me van a coger." Él y su hijo de 18 años, Luca, fueron disparados el 17 de mayo de 1915 en una cafetería en la calle 109 Este en el Harlem italiano que Gallucci había comprado recientemente para su hijo. Fue disparado en el estómago y cuello. En un esfuerzo por defenderlo, su hijo también fue disparado en el estómago. Quince hombres, principalmente amigos de Gallucci se encontraban en la cafetería y algunos devolvieron los disparos. Los cinco o seis tiradores se escaparon en un automóvil que los esperaba en la esquina con la Primera Avenida.
Su hijo murió al día siguiente en el Bellevue Hospital. Al funeral acudieron más de 5000 personas y fue acompañado por 800 carruajes, 22 sólo para flores. El funeral del hijo de Gallucci fue el mayor que Harlem vio jamás hasta ese momento. De acuerdo con los reportes, los últimos carruajes abandonaron la iglesia en Harlem cuando el coche fúnebre ya había llegado al cementerio en Queens.
Gallucci se negó a hablar con la policía diciendo que arreglaría el caso él mismo pero murió tres días después en el Bellevue Hospital, el 21 de mayo, de la herida de bala que recibió en el abdomen. El asesinato de Gallucci permaneció sin resolver. Los supuestos asesinos eran sus antiguos guardaespaldas Generoso "Joe Chuck" Nazzaro y Tony Romano, quienes actuaron con la ayuda de Andrea Ricci, de la rival Navy Street gang de Brooklyn. El dinero por el golpe fue probablemente dado por el jefe de la Camorra de Coney Island Pellegrino Morano, en un esfuerzo por tomar los locales de Gallucci. Nazzaro tenía un problema con Gallucci, quien no le había pagado la fianza cuando él, Gallucci, y el sobrino de Gallucci, John Russomano, fueron arrestados por llevar armas ocultas. Nazzaro pasó 10 meses en prisión pero fue liberado una semana antes del tiroteo. A Gallucci se le pidió que comprara el valor de 300 billetes de lotería para un garito en beneficio de Nazzaro pero él se negó. Una semana después, Gallucci y su hijo fueron tiroteados.

## Entierro y consecuencias
Su funeral fue custodiado por la policía porque esta temía que hubiera más enfrentamientos entre pandillas. Varios miles de personas llenaron el apartamento de Gallucci para verlo por última vez. Casi 10,000 personas bloquearon la calle 109 este para ver el último viaje de Gallucci, incluyendo unos 250 detectives de policía, presentes debido a un rumor de que la viuda de Gallucci sería objetivo de un ataque. Los 150 carruajes esperados para la procesión fueron reducidos a 54 debido al temor de muestras de hostilidad. El cortejo fúnebre fue precedido por una banda de música. El servicio funerario se realizó en la Iglesia de Nuestra Señora de Monte Carmelo ubicada en la calle 113 con la Primera Avenida. Fue enterrado en el Calvary Cemetery.
Según el New York Herald, Gallucci fue "quizá el italiano más influyente y rico en el país". En el momento de su muerte, tenía 350,000 dólares en bienes raíces y era un millonario. En realidad, Gallucci dejó sólo 3,402 dólares en efectivo y la propiedad ubicada en el 318 de la calle 109 este, que fue luego alquilada. Los negocios lucrativos dejados por Gallucci quedaron libres para quien los tome y pronto pasaron a la siciliana pandilla Morello, mientras que las pandillas de la Camorra tomaron el control sobre Brooklyn. La subsecuente lucha por los negocios con las pandillas de la Camorra de Brooklyn se conoce como la Guerra entre la Mafia y la Camorra, y eventualmente elevaría a Vincenzo y Ciro Terranova al nivel de "jefes" en el bajo mundo de Harlem.